# Dvanajsta noč (Shakespeare)
Za druge pomene glejte Dvanajsta noč (razločitev).
Dvanajsta noč ali Kar hočete (angleško Twelfth Night or What You Will) je komedija angleškega dramatika Williama Shakespeara, ki je poimenovana po prazniku Dvanajsta noč. Drama je bila prvič izdana leta 1623 v prvem foliu, sedem let po Shakespearovi smrti.
Zgodba se dogaja v Iliriji. Glavne osebe zgodbe so Viola, vojvoda Orsino in Gospod Toby Belch.
Prva zapisana uprizoritev Dvanajste noči je bilo 2. februarja leta 1602. V Shakespearovem času so bila nova razvedrila v velikem povpraševanju, in dramo so prvič uprizorili kmalu po tem, ko je bila končana (med letoma 1600 in 1601). Drama je bila poimenovana po prazniku dvanajste noči po božičnem dnevu, ki je bil katoliškega izvora, vendar je v Shakespearovem času že postal dan veseljačenja in maškerad.

## Povzetek zgodbe
Junakinja zgodbe Viola, ki s svojim dvojčkom bratom Sebastjanom preživi brodolom, se znajde na obali Ilirije brez brata, ki ga je izgubila v nevihti. Viola se preobleče v moškega in kapitan ladje ji priskrbi službo kot paž pri vladarju Ilirije, vojvodi Orsinu. Orsino ljubi grofico Olivijo, ki pa žaluje za umrlim bratom, in zavrača vse njegovo snubljenje. Orsino zaposli Violo, ki se je preimenovala v Cezaria, kot posrednika Oliviji v upanju, da jo prepriča in se ona premisli. Cezario uspe dobiti sprejem pri Oliviji, ki se pa zaljubi v lepega kurirja. Viola pa ljubi Orsina.
Pri Oliviji stanuje njen stric, Gospod Toby Belch, ki je s seboj pripeljal puhloglavega Gospoda Andreja Aguecheeka. Gospod Toby predstavlja Gospoda Andreja Oliviji kot primernega snubca, za njegovim hrbtom se pa dela norca iz njega in zapravlja njegov denar. Gospod Toby in Gospod Andrej kalita mir v Olivijini hiši s tem, da se ponoči zabavata in pojeta na ves glas. Malvolio, glavni služabnik, zasači razgrajača pri nočnem veseljačenju in ju pikro ošteje, za kar se mu Gospod Toby in družba (ki vključuje služabnico Marijo, služabnika Fabijana in norca Festeja) maščujejo s tem, da mu pošljejo lažno ljubezensko pismo od Olivije, v katerem mu napišejo, naj nosi križno podvezane rumene nogavice, se žaljivo obnaša do drugih služabnikov, in se nasmiha, ne glede na okoliščine. Olivija, ki je razočarana zaradi Cezarijeve nenaklonjenosti, pokliče Malvolia in je zgražena ko se pred njo prikaže dozdevno znoreli služabnik. Olivija prepusti 'norega' Malvolia Tobyju in Mariji, ki ga zaprejo v klet in se smejejo na njegov račun, ko ga pride Feste, ki je preoblečen kot duhovnik, obiskati. Kasneje ga zarotniki spustijo in ob koncu drame Malvolio zve o zaroti in priseže maščevanje, vendar Orsino pošlje nekoga da služabnika pomiri.
Zmeda nastane ko se Sebastjan, ki ga je kapitan Antonio rešil, pojavi. Ljudje ga zamenjajo za Cezaria, in zapleti naraščajo. Olivija, misleč da je on Cezario, ga prosi, naj se poroči z njo; Sebastjan, ki se je zaljubil vanjo, se strinja, in duhovnik jih takoj poroči. Zmešnjave zaradi podobnosti dvojčkov povzročijo dvoboj in pretep ter nesporazume, dokler se izgubljena dvojčka končno ne srečata, in Viola pove, kdo je in da je Sebastjan njen dvojček. Orsino, ki sliši da je Olivija ravno poročena s Sebastjanom, ugotovi, da je Viola tista, ki jo ljubi. Zgodba se konča s poroko Orsina in Viole, ter Gospoda Tobyja in Marije.

## Osebe
- Viola, dvojčica Sebastjana, kasneje preoblečena kot Cezario
- Sebastjan, dvojček Viole
- Olivija, grofica
- Orsino, vojvoda Ilirije
- Gospod Toby Belch, Olivijin stric
- Gospod Andrej Aguecheek, tovariš Gospoda Tobyja
- Malvolio, Olivijin glavni služabnik
- Fabijan, Olivijin služabnik
- Marija, Olivijina komornica
- Feste, Olivijin burkež
- Antonio, kapitan
- Kapitan, officirji, Valentin in Kurijo, duhovnik in drugi

## Priredbe
Drama je bila večkrat predelana za gledališče in nekajkrat prirejena za film in televizijo. Leta 1996 je Sir Trevor Nunn komedijo priredil za film in zgodbo postavil v 19. stoletje. V filmu igrajo glavne vloge Imogen Stubbs kot Viola, Helena Bonham Carter kot Olivija, Toby Stephens kot vojvoda Orsino in Ben Kingsley kot Feste.